# Bethany Black
Bethany Black, née le 24 décembre 1978 à Chorley, est une humoriste, actrice et écrivaine anglaise. Décrite en 2008 comme « la seule comédienne gothique, lesbienne et transsexuelle de Grande-Bretagne », Bethany Black est connue pour son humour noir, traitant de sujets controversés. En tant qu'actrice, elle est la première personne trans à jouer un personnage trans dans une série télévisée britannique, et aussi la première actrice ouvertement trans dans Doctor Who.

## Jeunesse et début de carrière
Née à Chorley, dans le Lancashire, Bathany Black a une enfance difficile, au cours de laquelle elle a fait une dépression. Elle fréquente la Manchester Metropolitan University où elle obtient un diplôme en études cinématographiques, télévisuelles et culturelles. Bethany Black fait une dépression nerveuse et tente de se suicider à plusieurs reprises. Elle décrit ses tentatives en détail. Elle fait ensuite son coming-out à sa famille à deux reprises : d'abord en tant que femme trans, puis en tant que lesbienne. Bethany Black discute de sa transition dans son numéro de stand-up.
Au départ, elle hésite à se lancer dans le stand-up car elle estime que les meilleurs comédiens sont des personnes plus âgées. Cependant, Bethany Black change d'avis après avoir vu Josie Long, une personne plus jeune qu'elle, jouer avec succès tout en utilisant un matériel similaire au sien. À l'âge de 25 ans, elle commence sa carrière, d'abord en tant que maitresse de cérémonies pour un club de musique à Preston appelé Club Fuzzy, où elle fait de la comédie entre les actes de musique. Après une réaction hostile, elle commence ensuite à se produire dans de véritables clubs de comédie. Bethany Black adopte un style Fairy Gothmother, exécutant ses scène vêtues en noir, avec du fard à paupières noir et portant parfois des vêtements fétichistes. Son humour est une combinaison d'humour d'observation et d'insinuations,,.
Sa carrière décolle lorsqu'en 2005, elle qu'elle ouvre la Manchester Pride. Elle fait également la première partie de spectacles d'autres comédiens tels que Mick Miller et reçoit des critiques positives d'autres comédiens tels que Brendon Burns. En 2007, elle est finaliste des Chortle Student Comedy Awards. En 2008, Black commence à présenter son spectacle Beth Becomes Her, qui raconte l'histoire de son enfance. Auparavant, elle avait résisté à l'idée de présenter un spectacle sur l'histoire de sa vie par crainte de la réaction de son public. Cependant, le spectacle est bien accueilli par la plupart des spectateurs. Le spectacle fait l'objet d'une nomination pour le prix Best Debut au Leicester Comedy Festival .
En 2018, Bethany Black est diagnostiquée avec un trouble du spectre autistique, un TDAH, des TOC et de l'agoraphobie. Ces diagnostics ont été mis en évidence dans son émission Unwinnable au Edinburgh Festival Fringe plus tard cette année-là,.

## Réception
Bethany Black est la finaliste du concours Funny Bones New Comedian of the Year de 2006, des Chortle Student Comedy Awards en 2007 et a été nommée pour le prix Best Debut au Leicester Comedy Festival de 2008.
De nombreux critiques pensent que Black va devenir une comédienne à succès. Le UK Comedy Guide Chortle.co.uk écrit en octobre 2006 que « Bethany n'est en aucun cas un produit fini, restant divertissante plutôt qu'un incontournable, mais elle semble être en possession de tous les outils comiques pour y parvenir, dont surtout une langue acérée et une personnalité engageante que l'on aimerait entendre davantage. »
Yve Ngoo de BBC Tyne déclare en novembre 2006 que le travail de Bethany Black est « Un croisement séduisant et intrigant entre Marilyn Manson et Corrie de Hayley Cropper (je fais allusion à une androgynie ambiguë), le matériel de Bethany est aussi noir que son ombre à paupières et sa prestation aussi impassible qu'une Goth dans une jardinerie. »
En juillet 2007, Paul Jameson de BBC Tees écrit : « Nouvelle sur le circuit de la comédie, Bethany a une présence maussade et presque désolée sur scène et sa comédie correspond à son apparence. Elle semble ne pas avoir tout à fait décidé de fonder son jeu sur le ridicule des Goths suicidaires, ou de courtiser l'idée qu'elle en est une ! Tout cela a abouti à un ensemble plutôt déroutant sans beaucoup de continuité. Cependant, en dépit de cela, elle a suscité un certain nombre de rires tout au long de son spectacle et je suis sûr qu'avec plus d'expérience et un peu de peaufinage sur son personnage, elle pourrait être bien meilleure. »
Cependant, David Pollock de The Scotsman se montre plus positif en disant : « Cette valeur de choc fait partie intégrante de la routine de Black, mais le confort évident que cette grande humoriste emo[Quoi ?] a maintenant en elle-même est encourageant. Que son histoire commence par l'avortement, l'infidélité et les tentatives de suicide et se termine sur une note d'encouragement laisse une chaude lueur d'optimisme. Mais bien sûr, Black n'est pas là pour nous faire sentir bien. »
En 2011, Bethany Black arrive 96e dans la liste rose de The Independent on Sunday des Britanniques LGBT influents.

## Projets suivants
En 2009 Bethany Black présente un nouveau spectacle au Fringe intitulé Love and a Colt 45, qui couvre d'autres aspects de sa vie, notamment son ancien alcoolisme et sa toxicomanie. Elle prévoit également d'adapter Beth Becomes Her pour la télévision avec Paul Schlesinger.
En 2011, Bethany Black cofonde Funny's Funny, une organisation qui a pour objectif de proposer un concours de comédie auquel l'inscription est gratuite pour les comédiennes.
Bethany Black joue Helen Brears dans la série Cucumber de Channel 4, qui est créée en janvier 2015. Elle est également la protagoniste d'un épisode de la série sœur de l'E4 Banana.
Le 14 novembre 2015, Bethany Black joue le rôle de 474 dans le neuvième épisode de la neuvième saison de Doctor Who, intitulé Sleep No More. Le personnage de Black est une Grunt : une guerrière clonée pour sa force physique plutôt que pour son intelligence et identifiable par des marques ressemblant à des tatouages sur son visage. Les co-stars de Bethany Black dans l'épisode comprennent Reece Shearsmith aux côtés des habitués Peter Capaldi et Jenna Coleman. En tant que fan de Doctor Who depuis toujours, Bethany Black est ravie de son rôle et déroute l'écrivain Mark Gatiss en lui demandant si l'épisode serait lié à The Sun Makers de 1977, car les deux se déroulaient au 38e siècle.
Le 21 novembre 2018, elle apparait en tant que candidate dans The Chase, un jeu télé de quiz britannique.

## Filmographie
| An   | Titre               | Rôle          | Remarques                  |
| ---- | ------------------- | ------------- | -------------------------- |
| 2015 | Concombre           | Hélène Brears |                            |
| 2015 | Banana              | Hélène Brears | 1 épisode                  |
| 2015 | Docteur Who         | 474           | Épisode : " Ne dors plus " |
| 2021 | Sorry I didn't know | Elle-même     | Panéliste                  |

## Récompense
Meilleur rôle dramatique pour Banana - Transgender Television Awards 2016.